# Бадинь (Ханой)

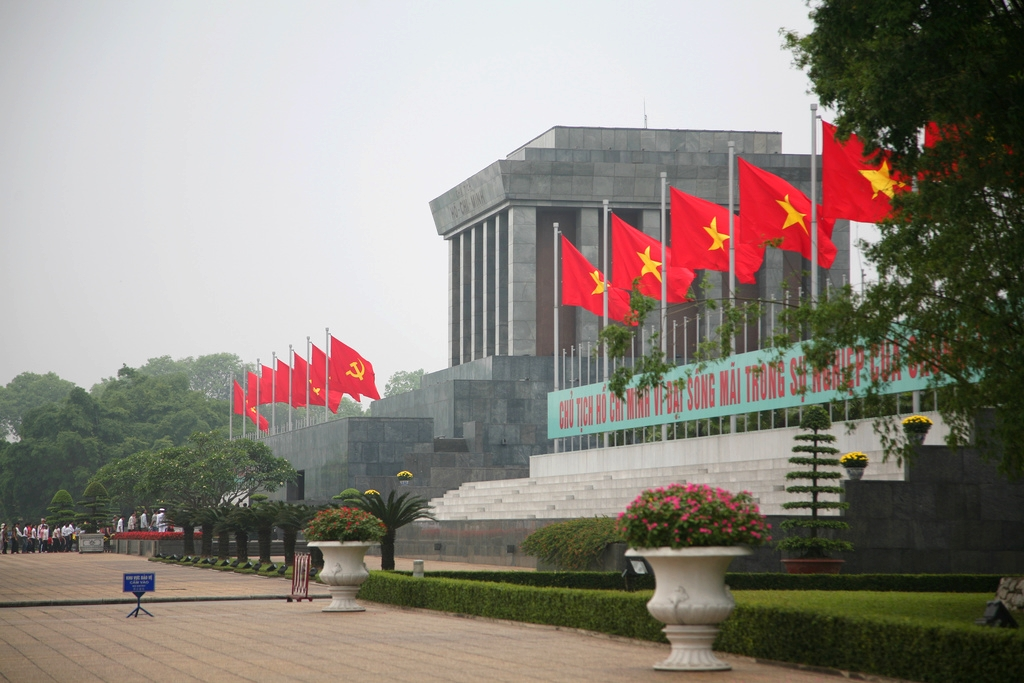
Мавзолей Хо Ши Мина на площади Бадинь

Бадинь (Ba Đình) — один из двенадцати городских районов (quận), входящих в состав Ханоя, и один из четырёх районов, составляющих исторический центр города (наряду с Хайбачынг, Донгда и Хоанкьем). Площадь — 9 км², население — 228,3 тыс. человек. Является политическим центром Вьетнама, где расположены площадь Бадинь и мавзолей Хо Ши Мина. Вокруг них сконцентрирована большая часть правительственных учреждений и дипломатических представительств (Президентский дворец, Центральный комитет Коммунистической партии Вьетнама, Министерство иностранных дел, Министерство обороны, Министерство планирования и инвестиций, Министерство юстиции, Министерство сельского хозяйства, Министерство здравоохранения, Главное статистическое управление, Ханойский департамент природных ресурсов и окружающей среды, посольства Китая, США, России, Южной Кореи, Японии, Германии, Канады, Малайзии, Сингапура, Мьянмы, Брунея, Испании, Дании, Финляндии, Польши, Украины, Чехии, Болгарии, Израиля, Саудовской Аравии, Ирана, Пакистана, Шри-Ланки, Марокко, Бразилии, Мексики, Чили).

## История
На месте современного района Бадинь некогда располагалась средневековая столица Вьетнама Тханглонг. В районе нынешней Ханойской цитадели размещались императорские строения эпохи династии Ли (1009—1225), династии Чан (1225—1400) и династии Ле (1428—1788). В середине XI века император Ли Тхай-тонг построил в саду Пагоду на одном столбе, сохранившуюся до наших дней (в 1954 году силы французской армии уничтожили пагоду во время отступления, позже она была восстановлена).
В 1812 году во время правления династии Нгуен на территории цитадели была построена башня флага. В колониальную эпоху восточная часть Бадиня примыкала к знаменитому «Французскому кварталу» (вьет. Khu phố Pháp). В 1906 году в Бадине был построен дворец французского генерал-губернатора.
2 сентября 1945 года президент Хо Ши Мин провозгласил на площади Бадинь независимость Демократической Республики Вьетнам. 17 мая 1958 года Хо Ши Мин переехал в небольшой домик на сваях, где жил и работал последние 11 лет своей жизни. В 1959 году на территории цитадели был открыт Музей военной истории. 28 августа 1975 года на этом же месте состоялось торжественное открытие мавзолея Хо Ши Мина. 19 мая 1990 года в день 100-летия Хо Ши Мина было открыто здание музея вождя.
В 2008 году был снесён зал собраний Бадинь, использовавшийся Национальным собранием Вьетнама. На его месте планируется построить новый парламентский комплекс. 31 июля 2010 года центральная часть Ханойской цитадели была занесена в список Всемирного наследия ЮНЕСКО.

## География
Район Бадинь расположен в центре Ханоя, на берегу Красной реки. На западе он граничит с районом Каузяй, на севере — с районом Тэйхо, на северо-востоке — с районом Лонгбьен, на юго-востоке — с районом Хоанкьем, на юге — с районом Донгда.
Северная граница района проходит по берегу самого большого в Ханое озера Тай. В Бадине имеется несколько небольших озёр, многие из которых нуждаются в очистке от мусора и водорослей. Наибольшие зелёные пространства занимают Ханойский ботанический сад и Ханойский зоопарк.

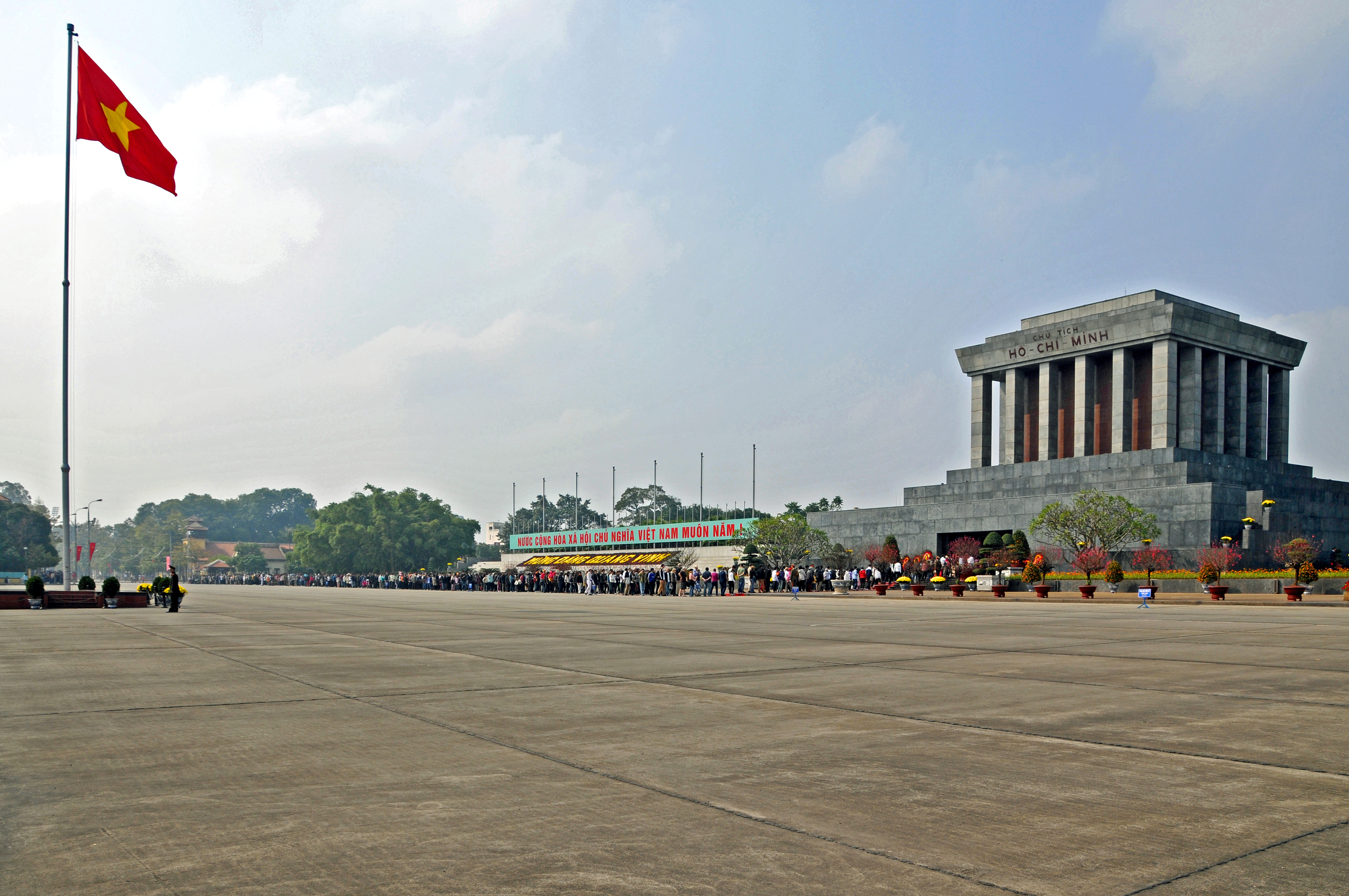
Площадь Бадинь
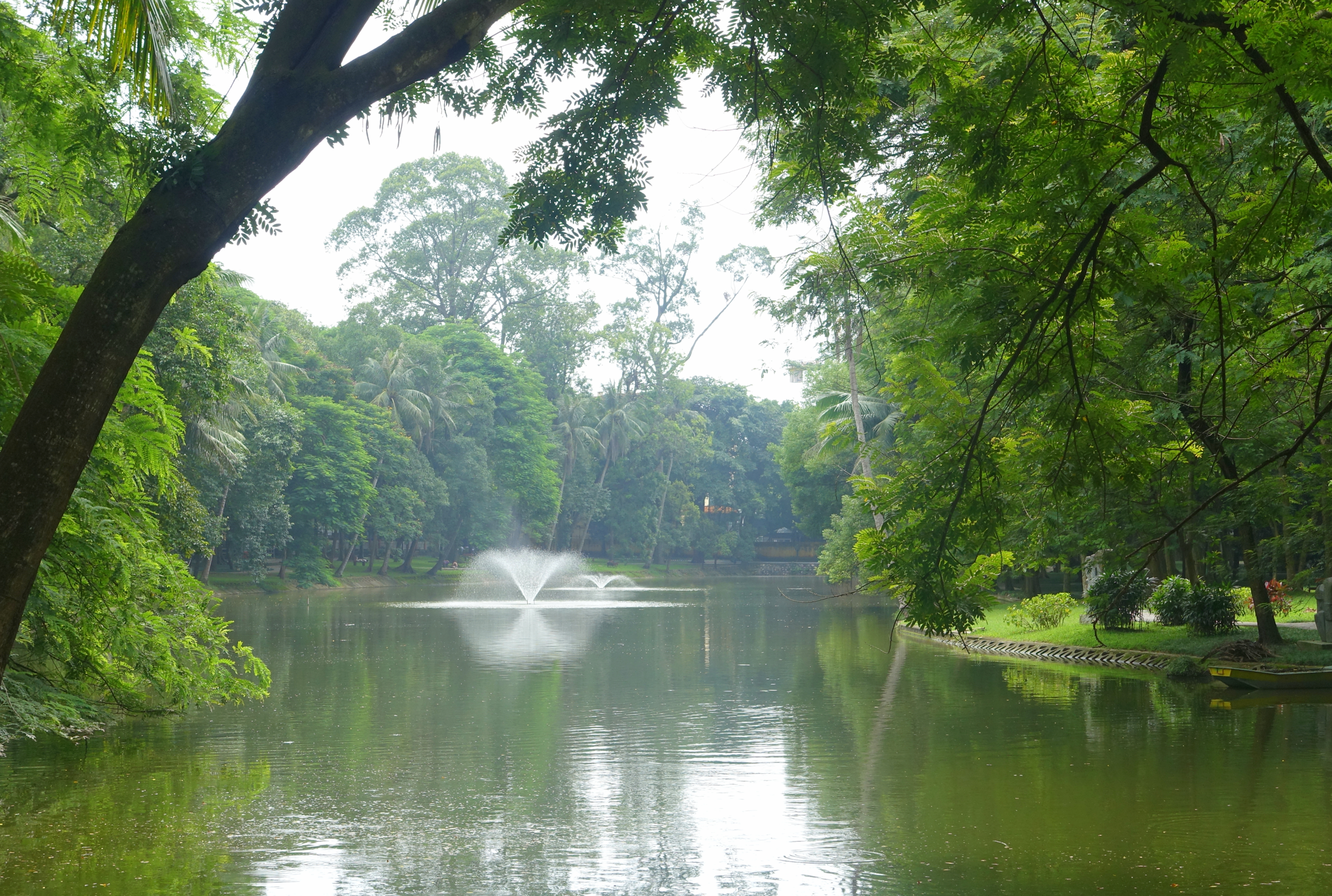
Ботанический сад
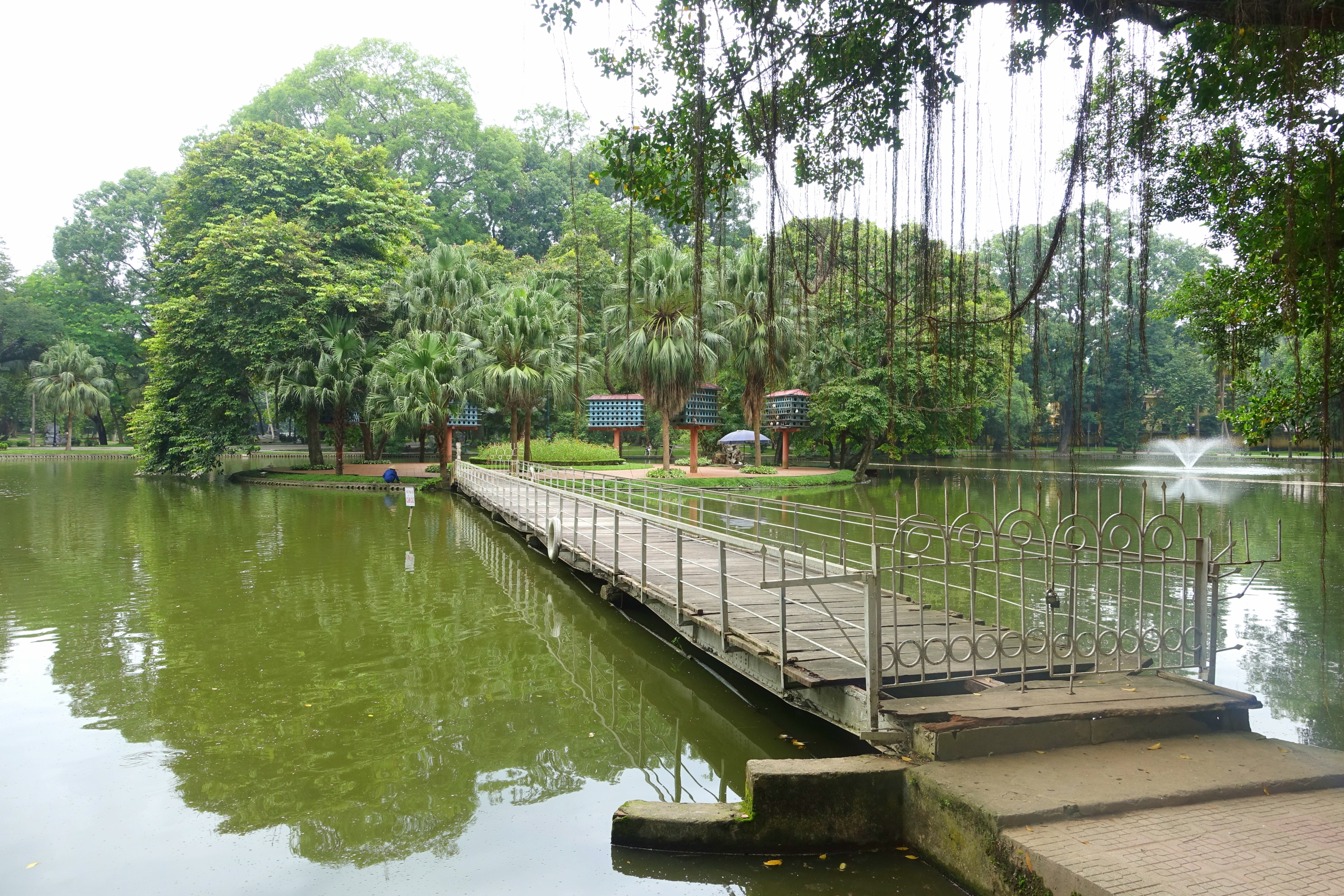
Ботанический сад
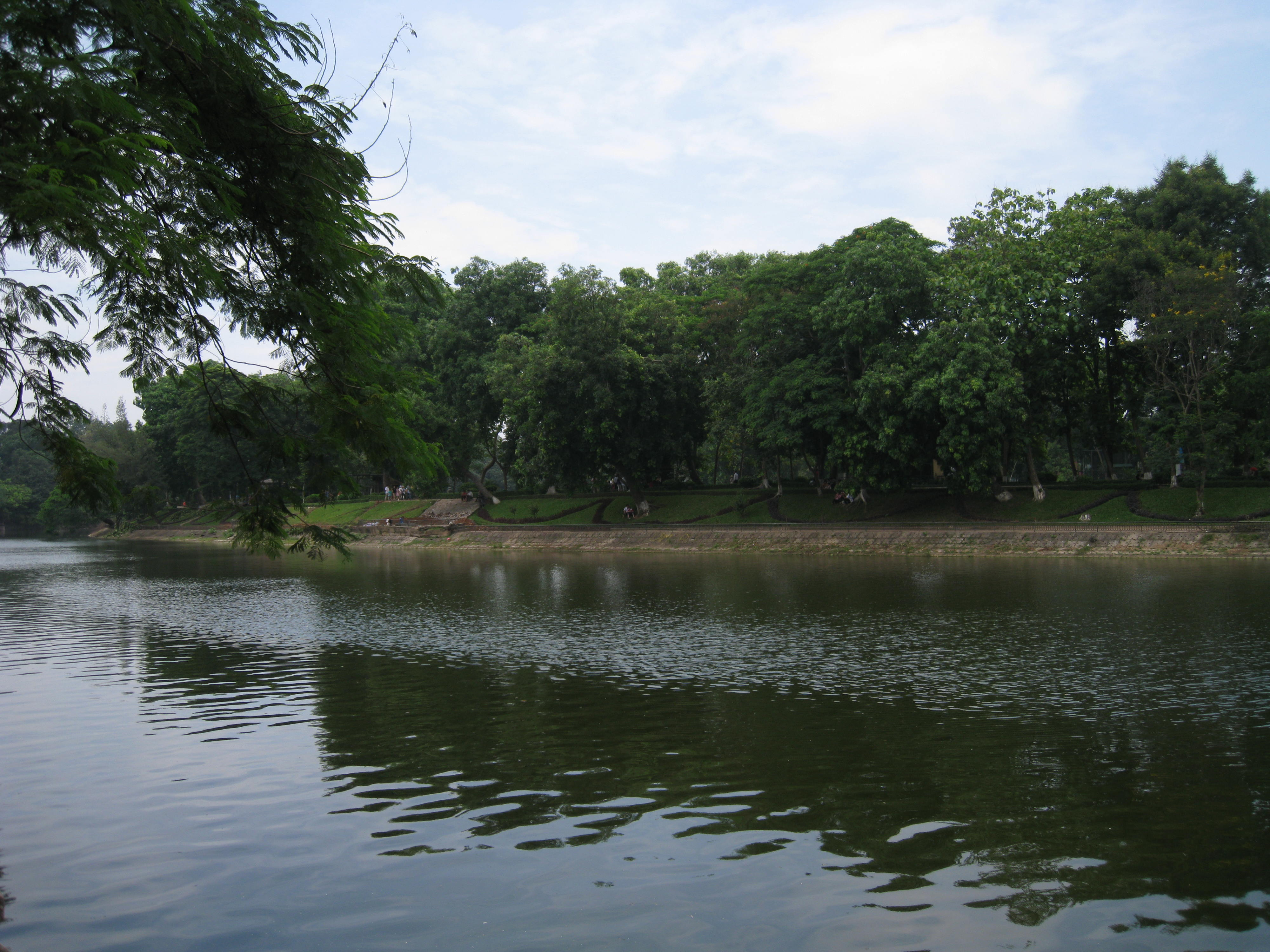
Зоопарк
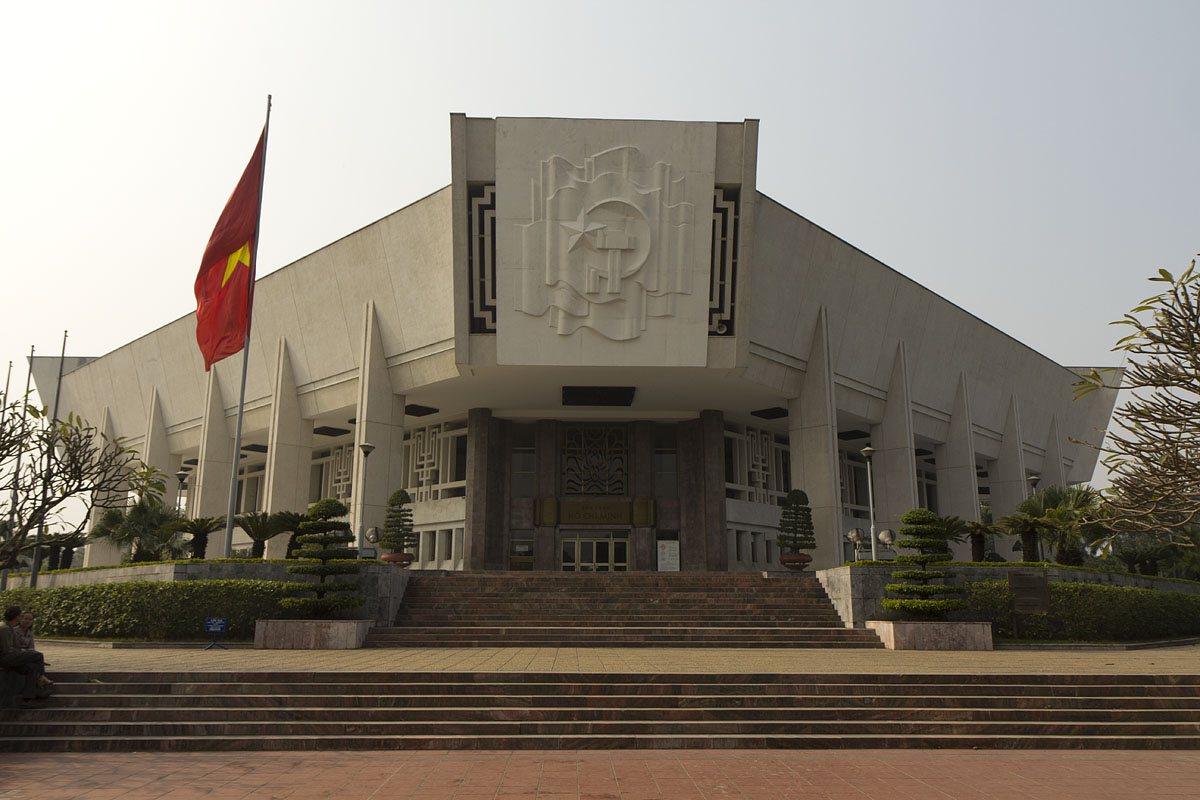
Музей Хо Ши Мина
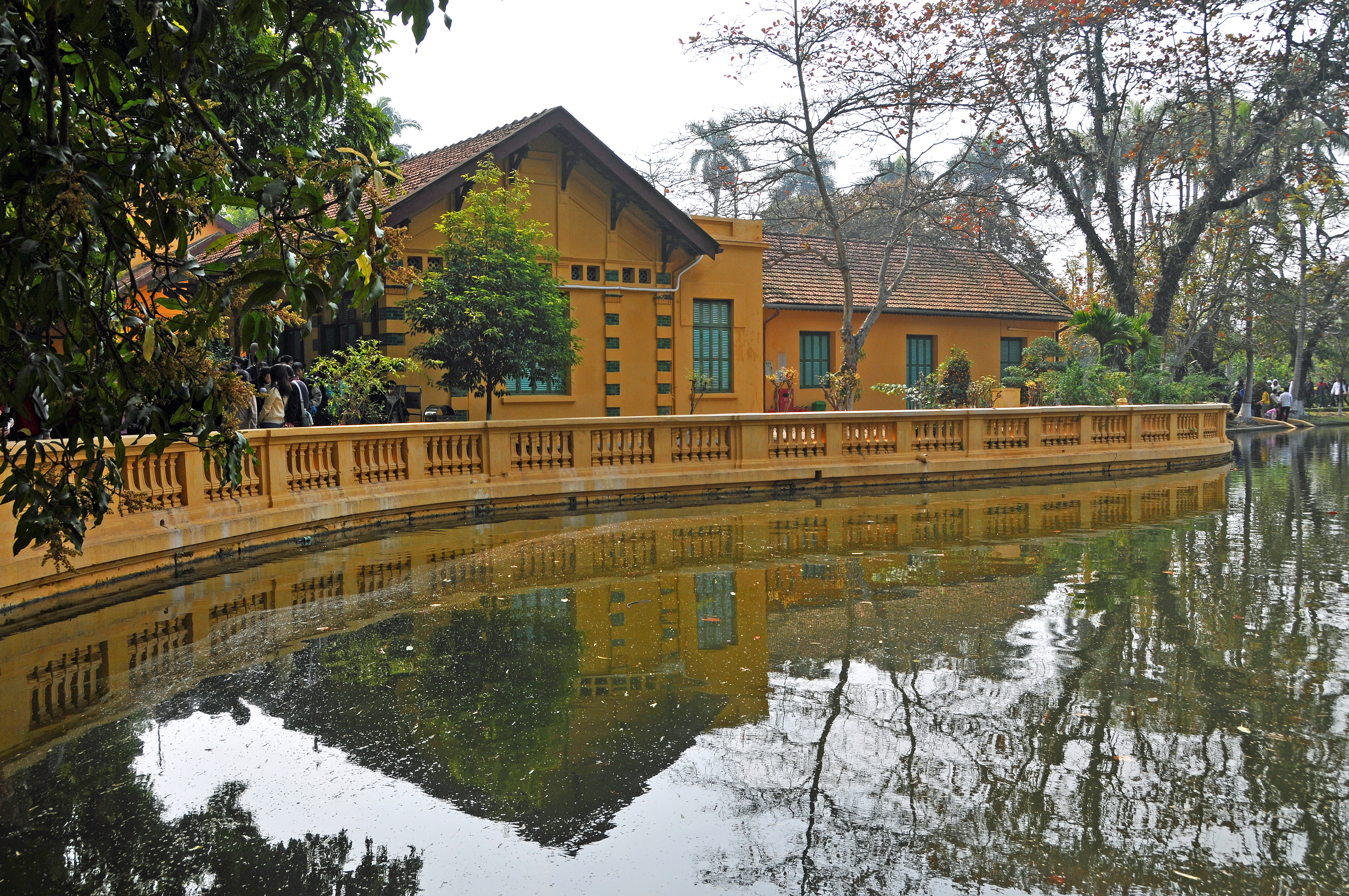
Дом Хо Ши Мина

В Бадине ещё сохраняются кварталы старого ветхого жилья, но власти постепенно сносят его, переселяя жителей в многоэтажные жилые комплексы на окраинах. На месте старых трущоб строятся дорожные развязки, многоуровневые паркинги, высотные жилые комплексы, офисные и торговые центры, другая коммерческая недвижимость.

## Административное деление
В настоящее время в состав района Бадинь входят 14 кварталов (phường) — Конгви (вьет. Cống Vị), Дьенбьен (вьет. Điện Biên), Дойкан (вьет. Đội Cấn), Зянгво (вьет. Giảng Võ), Кимма (вьет. Kim Mã), Льеузяй (вьет. Liễu Giai), Нгокха (вьет. Ngọc Hà), Нгохкхань (вьет. Ngọc Khánh), Нгуенчунгчык (вьет. Nguyễn Trung Trực), Фукса (вьет. Phúc Xá), Куантхань (вьет. Quán Thánh), Тханьконг (вьет. Thành Công), Чукбать (вьет. Trúc Bạch) и Виньфук (вьет. Vĩnh Phúc).

## Экономика

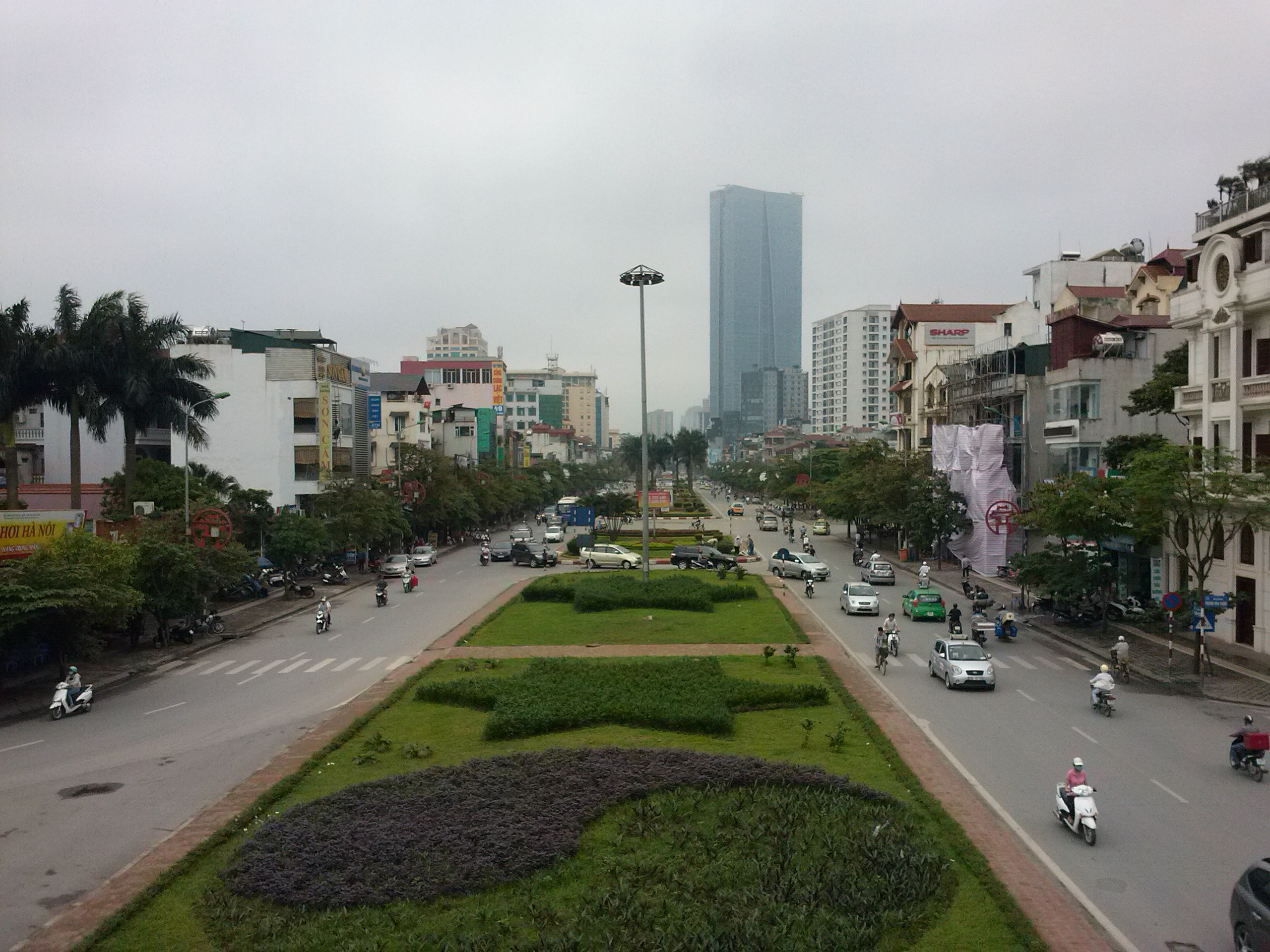
Улица Ванкао, на заднем плане — небоскрёб Lotte Center Hanoi

Важное значение в экономике района играет туризм. Основную массу вьетнамских и иностранных туристов привлекают такие достопримечательности Бадиня, как площадь Бадинь, мавзолей Хо Ши Мина, Пагода на одном столбе, музей Хо Ши Мина, Президентский дворец, Ханойская цитадель с башней флага, Музей военной истории, Вьетнамский национальный музей изобразительных искусств, храм Куантхань, пагода Чанкуок, озеро Чукбать, храм Тяулонг, водяная башня Хангдау, храм Хоэняй, католическая церковь Кыабак, храм Баттхап, храм Кимшон, храм Тяулам, храм Бадань, храм Винькхань, Ханойский зоопарк и парк имени Ленина.
В районе расположен 65-этажный небоскрёб Lotte Center Hanoi, включающий офисы, апартаменты Lotte The Residence, пятизвёздочный отель Lotte Hotel Hanoi, шестиуровневый универмаг Lotte и выставочный центр. Также в районе базируются другие офисные центры, несколько отелей (Sofitel Plaza Hanoi, Hanoi Daewoo Hotel, Fortuna Hotel Hanoi, Somerset West Lake Hanoi, Hanoi Hotel, Flower Garden Hotel), выставочный центр Зянгво (Giảng Võ Exhibition Center) и штаб-квартира Вьетнамского телевидения.
В Бадине расположены штаб-квартиры крупнейших компаний и банков Вьетнама — PetroVietnam, Vietnam Electricity, Agribank, EVNTelecom, FPT Telecom, VietJet Air, а также крупных иностранных компаний (Hewlett-Packard, Sumitomo Mitsui Banking Corporation, Sumitomo Life Insurance, Shimizu Corporation, Taisei Corporation, All Nippon Airways, Korean Air).
В сфере розничной торговли представлены как современные торговые центры и супермаркеты, так и традиционные уличные рынки и мелкие магазины. В восточной части Бадиня, возле моста Лонгбьен расположен одноимённый крупный продуктовый рынок, специализирующийся на продаже овощей и фруктов (ночной рынок Лонгбьен привлекает многочисленных иностранных туристов). В районе множество ресторанов, баров и кафе, улица Куантхань (вьет. Quan Thanh) славится своей уличной едой.

## Транспорт
Общественный транспорт представлен разветвлённой сетью автобусных маршрутов. Наиболее оживлёнными транспортными артериями района являются улицы Льеузяй (вьет. Liễu Giai), Ванкао (вьет. Văn Cao), Даотан (вьет. Đào Tấn), Кимма (вьет. Kim Mã), Зянгво (вьет. Giảng Võ) и Фандиньфунг (вьет. Phan Đình Phùng). Ведётся строительство Ханойского метро (система наземных электропоездов), которое пройдёт через Бадинь.

## Культура
В Бадине расположено множество библиотек, домов культуры, кинотеатров и театров, в том числе Вьетнамский национальный театр оперы и балета, Вьетнамская студия мультипликации. Также район славится своими храмами и пагодами, такими как Куантхань (вьет. Quán Thánh), Тяулонг (вьет. Châu Long), Хоэняй (вьет. Hòe Nhai), Баттхап (вьет. Bát Tháp), Кимшон (вьет. Kim Sơn), Тяулам (вьет. Châu Lâm), Бадань (вьет. Bà Đanh), Винькхань (вьет. Vĩnh Khánh), католическая церковь Кыабак (вьет. Cửa Bắc).
В посёлке Дайен (вьет. Đại Yên) квартала Нгокха (вьет. Ngọc Hà) проходит местный деревенский праздник, посвящённый принцессе Нгокхоа (вьет. Ngọc Hoa; сопровождается игрой в шахматы, петушиными и соловьиными боями, танцами и театральными представлениями). На улице Кимма проводится праздник местной общины Киммаха, посвящённый высокопочитаемым придворным Фунг Хынгу (вьет. Phùng Hưng), Хоанг Фук Чунгу (вьет. Hoàng Phúc Trung) и Линь Лангу (вьет. Linh Lang; сопровождается процессией по мосту и гонками на лодках-корзинах по озеру). В посёлке Намчанг (вьет. Nam Tràng) квартала Чукбать (вьет. Trúc Bạch) проходит праздник Нгуса (вьет. Ngũ Xã), посвящённый Будде и святому предку общины Нгуен Ти Тханю (вьет. Nguyễn Chí Thanh; сопровождается петушиными боями и выставкой бронзовых изделий).

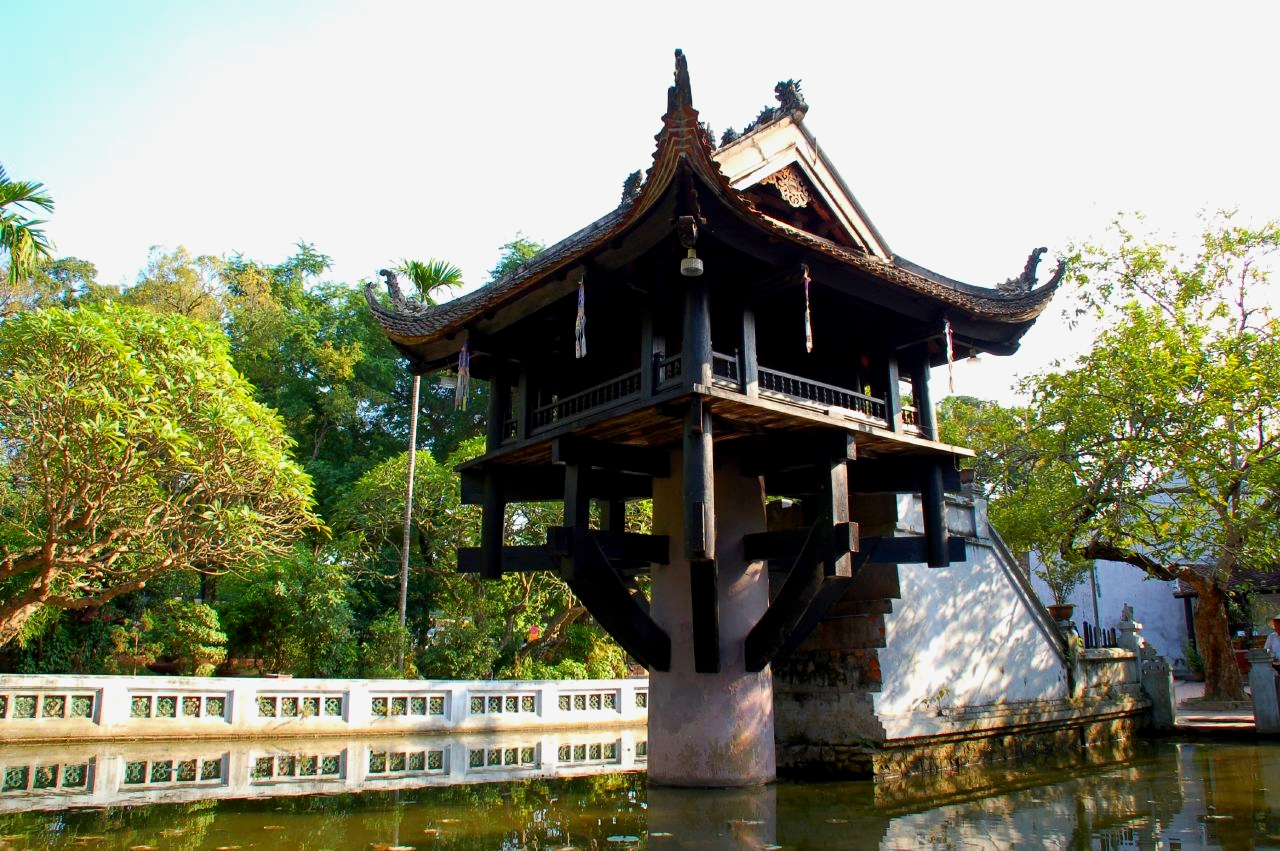
Пагода Моткот
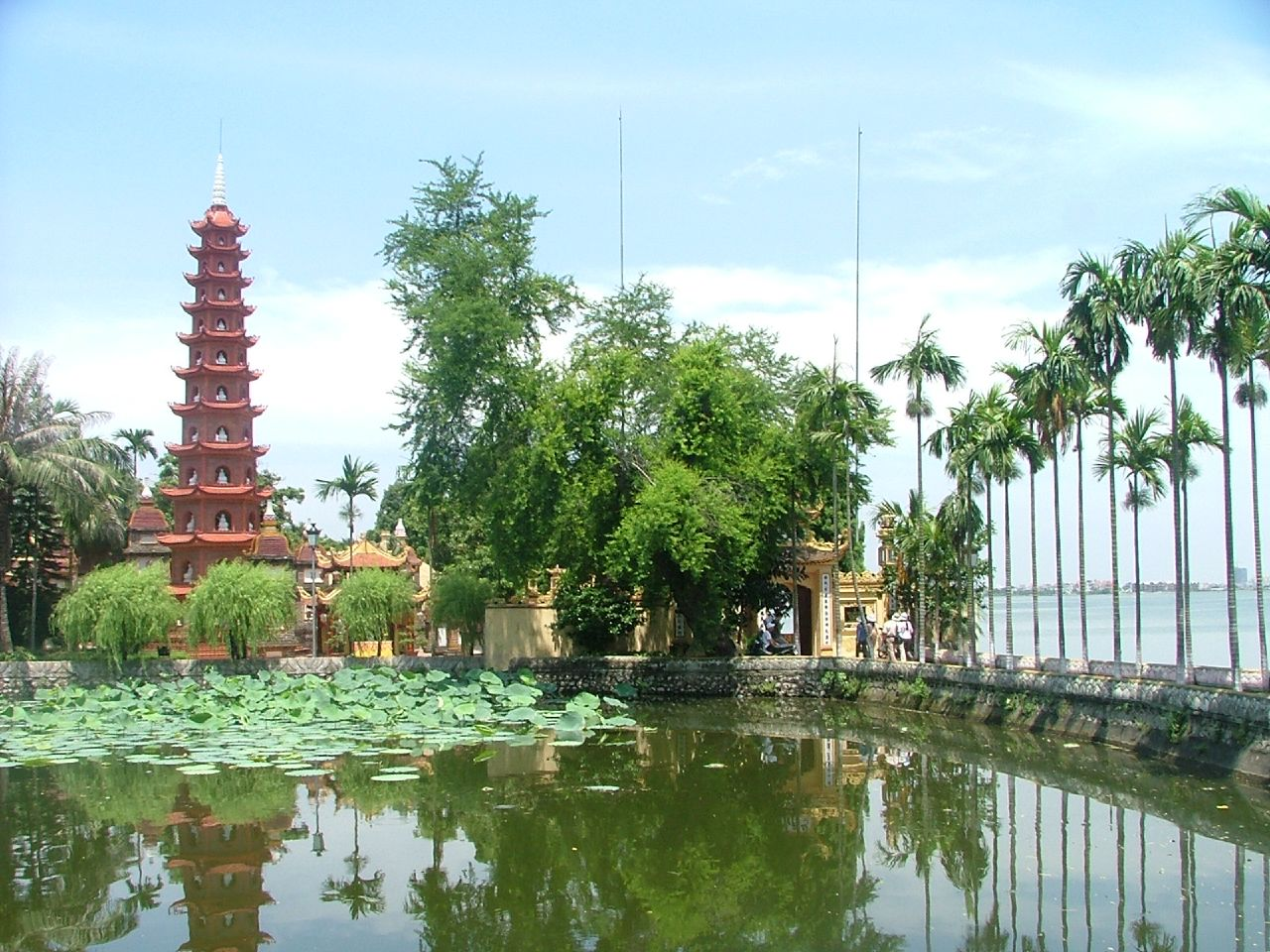
Пагода Чанкуок
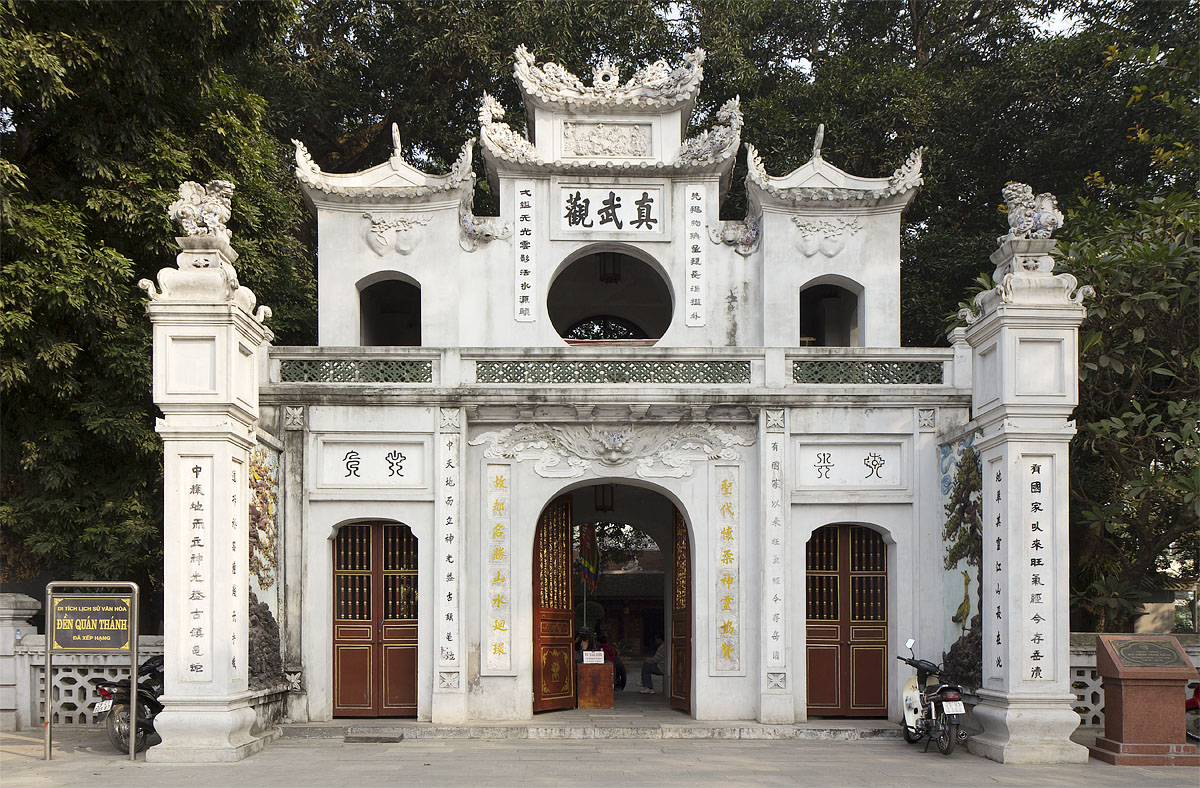
Храм Куантхань
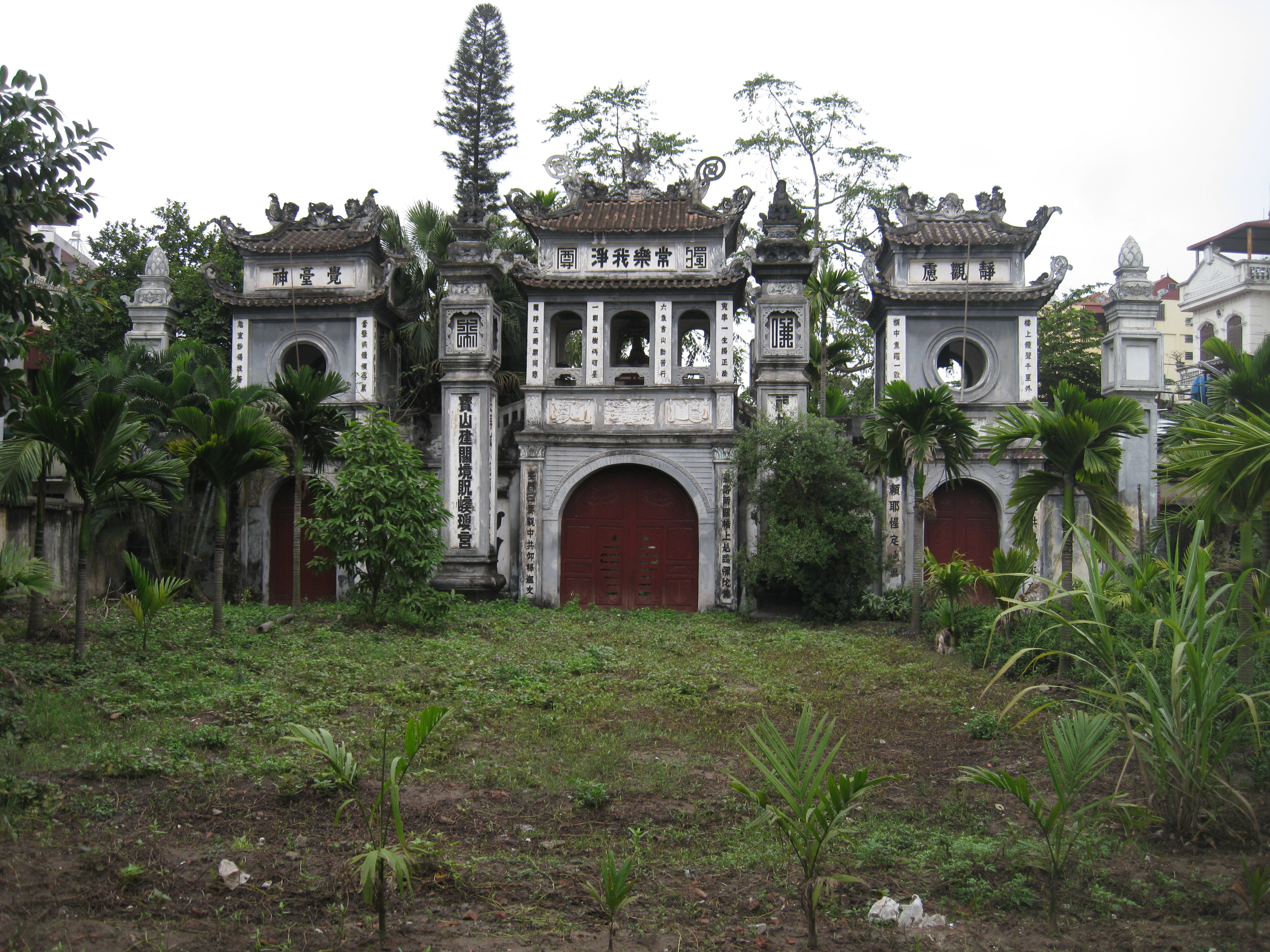
Храм Баттхап
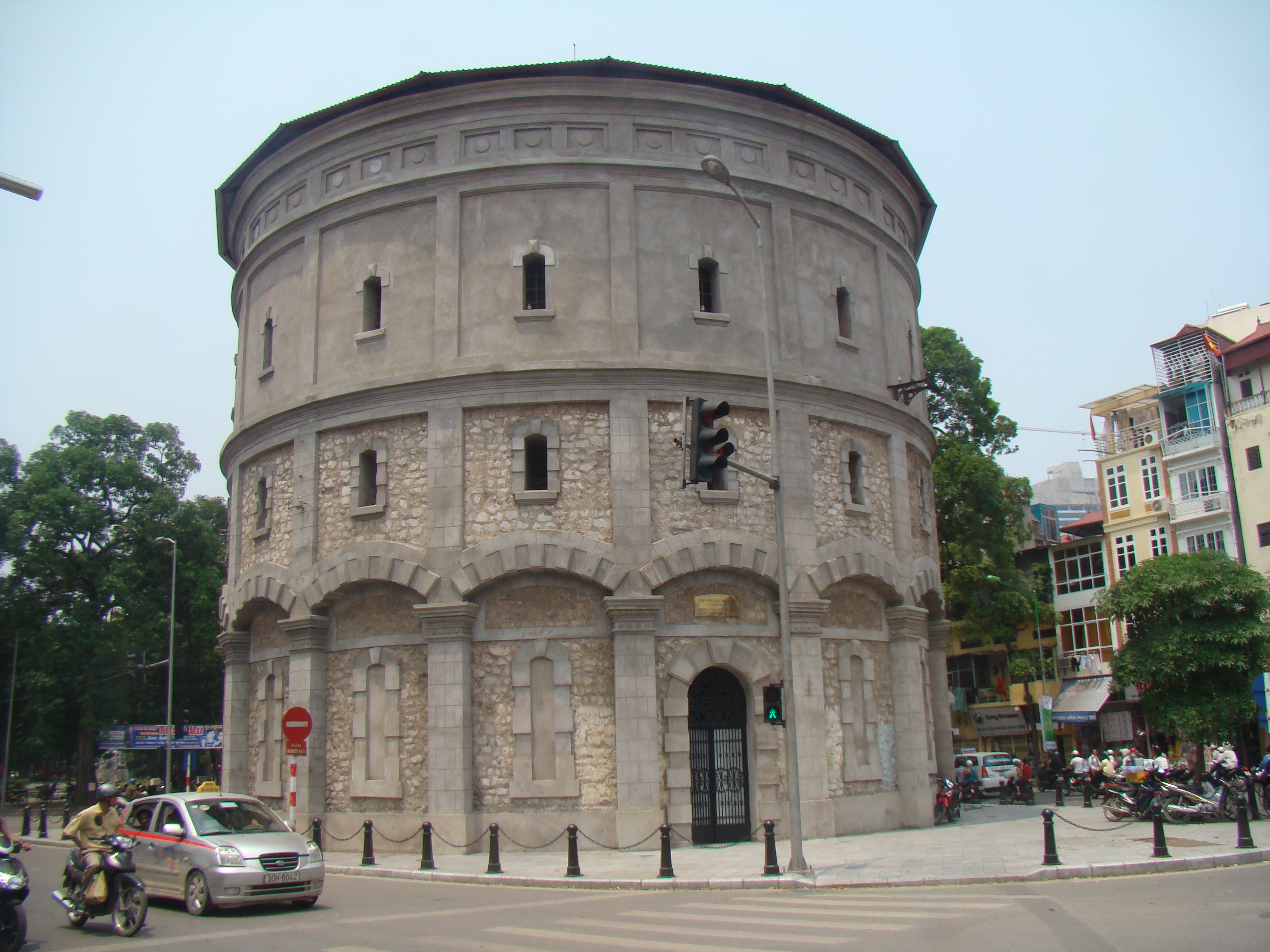
Башня Хангдау
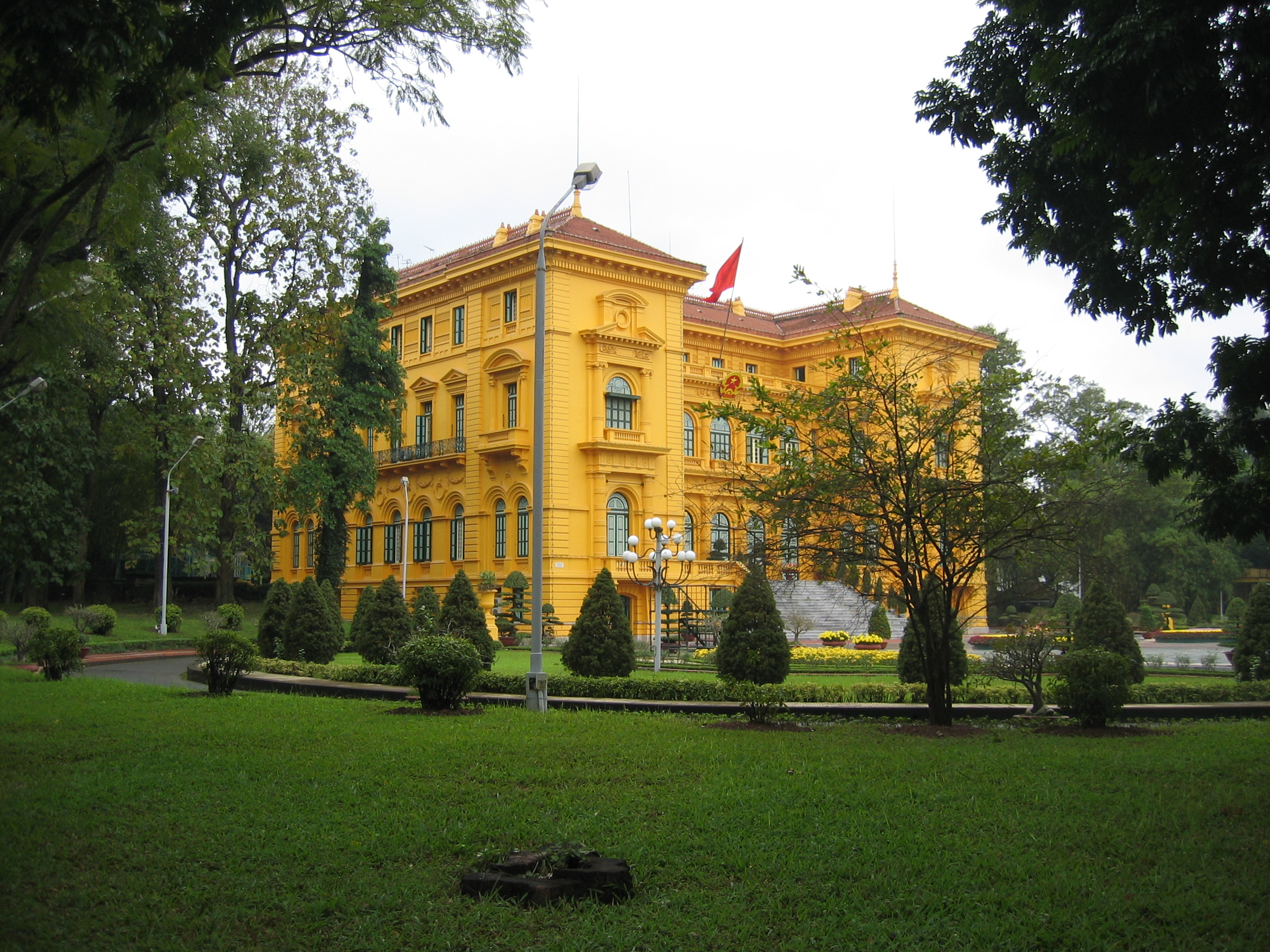
Президентский дворец

В храме Куантхань в одноимённом квартале проводится религиозный праздник, посвящённый божеству Хюен Тхьен Чан Ву (вьет. Huyền Thiên Trấn Vũ) — покровителю Севера (сопровождается религиозными церемониями и мольбой об удаче). На улице Дойкан (вьет. Đội Cấn) проходит праздник местной общины Ванфук (вьет. Van Phuc), посвящённый придворному Линь Лангу, который, согласно легенде, был четвёртым сыном императора Ли Тхань-тонга (фестиваль сопровождается процессией, танцем барабанщиков и соревнованием за обладание красным шёлком).
В квартале Нгоккхань проводится храмовый праздник Войфук (вьет. Voi Phục), посвящённый придворному и божеству по имени Линь Ланг — покровителю Запада (сопровождается соревнованием по подъёму камней и выбором самого сильного человека фестиваля).

## Образование и наука
В Бадине базируются Вьетнамская академия общественных наук, Национальная академия государственного управления, ханойский кампус Мельбурнского королевского технологического университета, Ханойская международная школа, Сингапурская международная школа, Вьетнамский институт механики.

## Здравоохранение и спорт
В районе расположены Ханойская больница акушерства и гинекологии, Центральная больница лёгочных болезней, больница Святого Павла, стадион на 5 тыс. зрителей Куаннгыа (вьет. Cung thể thao Quần Ngựa), построенный в 2003 году.
Цитадель